# Письменный кантонский язык
Пи́сьменный канто́нский язы́к — термин относится к системе записи разговорного кантонского языка (диалекта), не имеющего официальной письменной формы, на основе китайских иероглифов (в традиционной форме).

## История
Вплоть до начала XX века литературным языком в Китае был классический китайский язык (вэньянь). Кантонский язык, как и другие разговорные китайские языки, употреблялся лишь в некоторых жанрах народной литературы. Тексты на литературном китайском языке можно читать и по-кантонски (то есть используя кантонские чтения иероглифов), но при этом они звучат напыщенно и неестественно. В результате постепенно стали делаться попытки письменно отразить особенности кантонской речи, создать новые иероглифы. Большой материал по зарождавшейся кантонской письменной речи дают либретто Кантонской оперы.
В начале XX века существовали споры о том, какой из китайских диалектов должен заменить вэньянь в качестве литературной нормы. Для обеспечения единства страны эту роль принял гоюй (ныне путунхуа), основанный на северных диалектах.
В англоязычных странах (Гонконг в период британского правления, Канада, США, Великобритания и других), а также в странах Юго-Восточной Азии существует крупная китайская диаспора, однако среди неё преобладают не северные диалекты, на которых основан современный китайский литературный язык, а южные, среди которых с огромным перевесом преобладает кантонский язык. В этих странах стал намечаться отрыв от китайской письменной нормы. Проблема стала особенно актуальной с появлением компьютера, поскольку стандартные наборы иероглифов первоначально не включали дополнительные кантонские иероглифы, о которых подробнее сказано ниже. Постепенно печатные издания китайской диаспоры стали приближаться к особенностям кантонской разговорной речи. В то же время, в КНР письменный кантонский язык практически не используется, несмотря на наличие многочисленного кантоноязычного населения; в Гонконге он используется в основном в детских журналах и комиксах.

## Кантонские иероглифы
Письменный кантонский язык содержит многие знаки, отсутствующие в стандартном письменном китайском языке. Данные знаки используются для транскрипции слов, отсутствующих в стандартных словарях. Несмотря на попытки правительства Гонконга в 1990-х годах стандартизовать использование данных знаков, результатом чего стало издание Дополнительного набора гонконгских знаков для использования в электронных средствах связи, до сих пор существуют разногласия по поводу того, какие знаки письменного кантонского языка считать «правильными».

### Синонимы
Некоторые знаки, используемые для кантонских слов, являются синонимами слов путунхуа. Вместо распространённых в путунхуа знаков для глагола «быть» (是) и отрицательной частицы «не» (不) используются знаки 係 и 唔 соответственно. Ещё один пример — знак местоимения 3-го лица единственного числа (他/她 «он/она»), который заменяется на 佢. Вместо маркера множественного числа местоимений и некоторых существительных (們) используется 哋. Посессивная частица (的) заменяется на 嘅. Примеры:
| Язык            | Иероглифы      | Романизация    | Транслитерация               | Поморфемный перевод                                                                                             |
| --------------- | -------------- | -------------- | ---------------------------- | --- |
| Кантонский язык | 係唔係佢哋嘅？ | Ютпхин         | hai6 m4 hai6 keoi5 dei6 ge3? | Быть/да не быть/да они ПОСЕССИВ ВОПРОСИТЕЛЬНАЯ ЧАСТИЦА                                                          |
| Путунхуа        | 是不是他們的？ | Ханьюй пиньинь | Shì bú shì tāmen de?         | Быть/да не быть/да они ПОСЕССИВ (вопросительная частица отсутствует как избыточная при данном типе конструкции) |

### Когнаты (омографы с различным произношением или значением)
Некоторые слова имеют тот же корень, что и аналогичные слова в путунхуа. С другой стороны, поскольку произношение, тон или значение данного слова в кантонском отличается от путунхуа, для данного слова в кантонском иногда изобретается другой знак. Примером является глагол «приходить» — в путунхуа для него используется знак 來 lai2, а в кантонском — 嚟 lei4. Не все кантонцы воспринимают это явление положительно, считая, что важно не различие в произношении, а значение знака, и продолжают использовать в этих случаях обычные китайские иероглифы.

### Исконно кантонские слова
Ряд слов являются исконно кантонскими и не имеют в путунхуа структурных эквивалентов (хотя могут иметь эквиваленты в других диалектах китайского языка). Некоторые кантонские слова (и соответствующие знаки) могли существовать в древне- или среднекитайском языке, однако вышли из употребления в современном китайском. Их можно обнаружить в старых китайских словарях рифм, например, в Гуанъюне.
С другой стороны, некоторые кантонские иероглифы не исчезли в путунхуа, а просто были заменены на упрощённые иероглифы. Например, распространённое в кантонском слово leng3 (красивый) записывается знаком 靚. Данный знак имеет иное значение в путунхуа, вместо него в данном случае используется знак 令.

### Заимствования
Для ряда заимствования в кантонском языке создаются новые знаки.
Пример:
- Лифт

𨋢([車立]) (два знака объединяются в один «𨋢», отсутствующий в ряде версий Юникода; от слова «lift») /lip1/, состоит из радикала 車 («машина») и фонетического компонента 立 /lɐp6/, означающего «стоять».

### Частицы
В кантонском языке, как и в путунхуа, используется ряд частиц. Одни добавляются в конец предложения, другие являются глагольными суффиксами и передают глагольный вид. Ниже перечислены некоторые:
- 咩 — «mē» помещается в конец предложения, выражает недоверие.
- 呢 — «nē» помещается в конец предложения, передаёт вопрос.[1]
- 未 — «meih» помещается в конец предложения для вопроса, выполнено ли уже действие.
- 吓 — (правильнее 下) «háh» помещается после глагола, передаёт наречие «немного», например «он немного поел»; если «há» используется без глагола, то означает неуверенность или недоверие.
- 緊 — «gán» помещается после глагола, обозначает продолжающееся действие, напр. «я ем».
- 咗 — «jó» помещается после глагола, обозначает завершённое действие, напр. «я закончил есть».
- 埋 — «màaih» помещается после глагола и передаёт будущее время.
- 嘩 — «wà» ух ты!
- и ряд других.

## Собственно кантонская лексика
В китайском языке существует различие между одиночными слогами, которые могут являться отдельными словами, морфемами или грамматическими частицами, и многосложными словами. Отдельный слог в подавляющем большинстве случаев соответствует одному знаку, в то время как слово может состоять из двух и более знаков, не обязательно связанных по смыслу. Таким образом, некоторые кантонские слова могут использовать существующие знаки для образования слов, которые в путунхуа не существуют или имеют иное значение.

### Фонетические заимствования
Некоторые кантонские заимствования пишутся не новоизобретёнными знаками, а передаются путём транслитерации при помощи принятых в путунхуа знаков. В то же время, поскольку многие заимствованные слова происходят из Гонконга или Тайваня, используемые для комбинации знаков отличаются от эквивалентов в путунхуа (если таковые имеются).
| Английское слово     | Кантонский язык Транслитерация англ. слова | Стандартный путунхуа                                                                                                   |
| -------------------- | ------------------------------------------ | --- |
| bus (автобус)        | 巴士 (ba1 si2)                             | 公共汽車 (но термин 巴士 также используется на Тайване, а в КНР с начала XXI в. — для крупных междугородных автобусов) |
| taxi (такси)         | 的士 (dik1 si2)                            | 計程車 / 出租车 (однако 的士 всё чаще используется и в путунхуа)                                                       |
| bye bye (пока!)      | 拜拜 (bai1 bai3)                           | |
| chocolate (шоколад)  | 朱古力 (zyu1 gu1 lik1)                     | 巧克力 (qiǎokèlì) |
| sandwich (бутерброд) | 三文治 (saam1 man4 zi6)                    | 三明治 (sānmíngzhì) |

## Образование новых иероглифов в кантонском языке
Кантонские иероглифы, как и обычные китайские иероглифы, образуются одним из следующих способов.

### Заимствования из китайской иероглифики с новым значением
Некоторые знаки уже существуют в путунхуа, однако в кантонском приобретают новое значение (чаще всего это касается архаичных или редко используемых знаков). Примером является иероглиф 子 zi2, изначально означавший «ребёнок». Кантонское слово, обозначающее «ребёнок», передаётся знаком 仔 zai2, который в классическом китайском означал «молодое животное».

### Фонетические знаки
Многие знаки для слов, используемых в разговорном кантонском, образуются при помощи радикала «рот» 㗎, 口 с левой стороны, тогда как фонетической (правой) частью новообразованного иероглифа является уже́ существующий стандартный китайский иероглиф. Это означает, что новообразованный иероглиф произносится так же, как его правая часть, однако является лишь его омонимом. Среди распространённых кантонских иероглифов, образованных таким образом, можно перечислить:
- 叻 lek1 (прилагательное) ‘умный, сообразительный’
- 吓 haa5 (служебное слово)
- 吔 (служебное слово)
- 呃 ngaak1 (глагол — обмануть, подделать), станд. кит. 騙
- 噉 gam2 (наречие, служебное слово «так, такой, подобно этому»), станд. кит. 這樣, напр. 噉就死喇
- 咁 gam3 (наречие, служебное слово «так, такой, подобно этому»), станд. кит. 這麽, напр. 咁大件
- 咗 zo2 (служебное слово, маркер прош. времени), станд. кит. 了
- 咩 me1 (служебное слово)
- 晒 saai3 (наречие «полностью, совершенно; очень», напр. 搬晒 закончил двигаться, передвинулся), станд. кит. 掉, 完
- 哋 dei6 (служебное слово; передаёт множественное число местоимений), станд. кит. 們
- 呢 ni1 (местоимение вот, это), станд. кит. 這
- 唔 m4 (частица нет, не; изначально служебное слово), станд. кит. 不
- 唥 laang1*4*6 (служебное слово)
- 啱 ngaam1 (наречие правильно; случайно; только что), станд. кит. 剛[2]
- 啲 di1(генитив, подобно английскому 's, но с образованием мн.ч., напр. 呢個этот->呢啲 эти, 快點=快啲=торопиться), станд. кит. 的, 些, 點
- 喐 juk1 (глагол двигать(ся)), станд. кит. 動
- 喥 dou6 (наречие там, здесь), станд. кит. 裏
- 喺 hai2 (предлог) на, в, в течение, станд. кит. 在
- 嗰 go2 (местоимение тот), станд. кит. 那
- 嘅 ge3 (генитив, подобно английскому 's; иногда служебное слово), станд. кит. 的
- 嘜 maak1 (сущ. марка, торговая марка; транслитерация англ. слова «mark»)
- 嘞 lak3/laa3 (служебное слово)
- 喇 laa1*3(служебное слово)
- 嘢 ye5 (существительное вещь, штука, дело), станд. кит. 東西, 事
- 嘥 saai1 (глагол расходовать впустую)
- 嚟 lei4 (глагол приходить, иногда служебное слово), станд. кит. 來
- 嚡 haai4 (прилагательное грубый)
- 嚿 gau6 (служебное слово)
- 囖 и т. д.

Со временем радикал «рот» может быть заменён на радикал-детерминатив, после чего знак становится неотличимым от классических иероглифов, используемых в литературном языке. Например, 冧 (lam1, «бутон») с радикалом-детерминативом 冖 («крышка») используется взамен прежнего фонетического иероглифа 啉 с радикалом «рот».
Возникновение новых кантонских иероглифов представляет интерес с той точки зрения, что они никогда не стандартизовались китайскими официальными органами, в отличие от путунхуа. Наблюдения за эволюцией знаков в кантонском языке позволяет лучше понять тенденции развития китайского письма, а также то, как китайский читатель воспринимает китайское письмо.

### Производные знаки
Ряд распространённых знаков уникальны для кантонского языка или являются производными от стандартных китайских иероглифов, например: 乜, 冇, 仔, 佢, 佬, 係, 俾, 靚 и т. п.
Слова, обозначаемые этими иероглифами, иногда связаны с архаичными китайскими словами. Тем не менее, их разговорное кантонское произношение произошло от литературного эквивалента. Так, 無 (mou4) означает «без-». Разговорный кантонский использует тот же самый иероглиф, с тем же чтением и значением, с единственным отличием в тоне. Другой пример — синонимы 來 и 嚟, означающие «приходить». 來 (loi4) используется в литературном языке, а 嚟 (lei4) — в разговорном.

### «Эрзац-знаки»
Поскольку не все кантонские символы имеются в Юникоде, и тем более далеко не все представлены в распространённых шрифтах, а нередко, даже если они представлены, пользователи не знают, как их набрать на клавиатуре, в обиходе (но не в печатных изданиях) стали появляться заменители распространённых знаков. Либо вместо часто используемого кантонского знака используется латинская буква (обычно по первому звуку слога, например D вместо 啲), либо иероглиф передаётся сочетанием двух знаков — латинская буква «o» вместо радикала «рот» и соответствующий китайский иероглиф как правая часть знака. К примеру, знак 㗎 представлен в самых последних версиях Юникода, но не отображается в большинстве браузеров из-за отсутствия подходящих шрифтов, или из-за того, что браузер неадекватно воспринимает данные шрифты. Поэтому вместо него нередко используется эрзац-знак o架. Также нередко в качестве заменителей используются омофоны (например, 果 вместо 嗰), а также китайские иероглифы, имеющие в путунхуа иное значение (например, 乜, 係, 俾 и другие).
Пример: фраза «你喺嗰喥好喇, 千祈咪搞佢啲嘢。» может быть записана в упрощённом виде как «你o係果度好喇, 千祈咪搞佢D野。» (расшифровка по знакам: ты, находиться, здесь (2 знака), хорошо, (конечная частица), тысяча, молиться, не, наводить беспорядок, он, (частица родительного падежа), вещи', перевод 'Тебе лучше остаться здесь, и, пожалуйста, не наводи беспорядок в его/её вещах').

### Система набора иероглифов на компьютере (в Гонконге)
В Гонконге распространена иная система набора иероглифов на компьютере, чем в КНР. Если в КНР на клавиатуре набирают фонетическое значение иероглифа в путунхуа, после чего из выпадающего списка знаков с таким звучанием выбирают нужный, то в Гонконге иероглиф набирают графически, «по частям», закреплённым за каждой из клавиш. Это позволяет выбрать нужный знак, которому нет соответствия в современном путунхуа.